# Lhünzê
Lhünzê, (chữ Tạng: ལྷུན་རྩེ་རྫོང་; Wylie: lhun rtse rdzong; ZWPY: Lhünzê Zong, tiếng Trung: 隆子县; bính âm: Lóngzǐ Xiàn, Hán Việt: Long Tử huyện) là một huyện của địa khu Sơn Nam (Lhoka), khu tự trị Tây Tạng, Trung Quốc.

### Trấn
- Long Tử (隆子镇)
- Nhật Đang (日当镇)

### Hương
| - Gia Ngọc (加玉乡) - Liệt Mạch (列麦乡) - Nhiệt Vinh (热荣乡) - Tam An Khúc Lâm (三安曲林乡) - Chuẩn Ba (准巴乡) | - Đấu Ngọc (斗玉乡) - Tuyết Tát (雪萨乡) - Trát Nhật (扎日乡) - Ngọc Mạch (玉麦乡) |